# Коренова капа
Коренова капа или калиптра (гр. kalyptra значи вео или поклопац) је вршни део корена који покрива вегетациону купу.

## Карактеристике
Изграђена је од трајног ткива и ћелије са површинског слоја се стално одвајају услед гелификације средње ламеле, али се из меристема корена то надокнађује стварањем нових ћелија.

## Значај
Коренова капа има улогу заштите меристемских ћелија корена приликом пробијања (раста) корена кроз земљу. У њој се налазе амилопласти који су у вези са правилним растом корена услед силе гравитације. Уколико се пажљиво одстрани коренова капа, корен ће расти насумично. Такође, ствара и секрет како би корен лакше растао у земљи, а и можда је у некој вези са земљишним микроорганизмима.

## Примери
Коренова капа може да изостане код неких паразитских биљака, као и водених, где се уместо ње формирају кесасте структуре.